# Sanada Nobuyuki
Sanada Nobuyuki (真田 信之?; 1566 – 12 novembre 1658) è stato un samurai giapponese del periodo Sengoku, figlio del daimyō Sanada Masayuki e fratello maggiore di Sanada Yukimura.

## Biografia

### Primi anni
Primogenito di Sanada Masayuki (1544–1611), suo fratello minore fu il leggendario samurai Sanada Yukimura. Sposò Komatsuhime (Ina), figlia di Honda Tadakatsu e figlia adottiva di Tokugawa Ieyasu.
In giovane età il padre servì il daimyō Takeda Shingen a cui mandò Nobuyuki come servitore in segno di lealtà del clan Sanada. Quando il clan Takeda venne sconfitto dall'alleanza Oda-Tokugawa Nobuyuki tornò dalla famiglia nel castello di Ueda, roccaforte del clan Sanada. Nel 1585 Tokugawa Ieyasu attaccò il castello di Ueda; Nobuyuki combatté al fianco del padre riuscendo a respingere l'attacco. Più tardi Masayuki servì Toyotomi Hideyoshi, Nobuyuki invece fu mandato da Tokugawa come servitore per preservare il clan nel caso in cui Toyotomi fosse caduto.

### Battaglia di Sekigahara

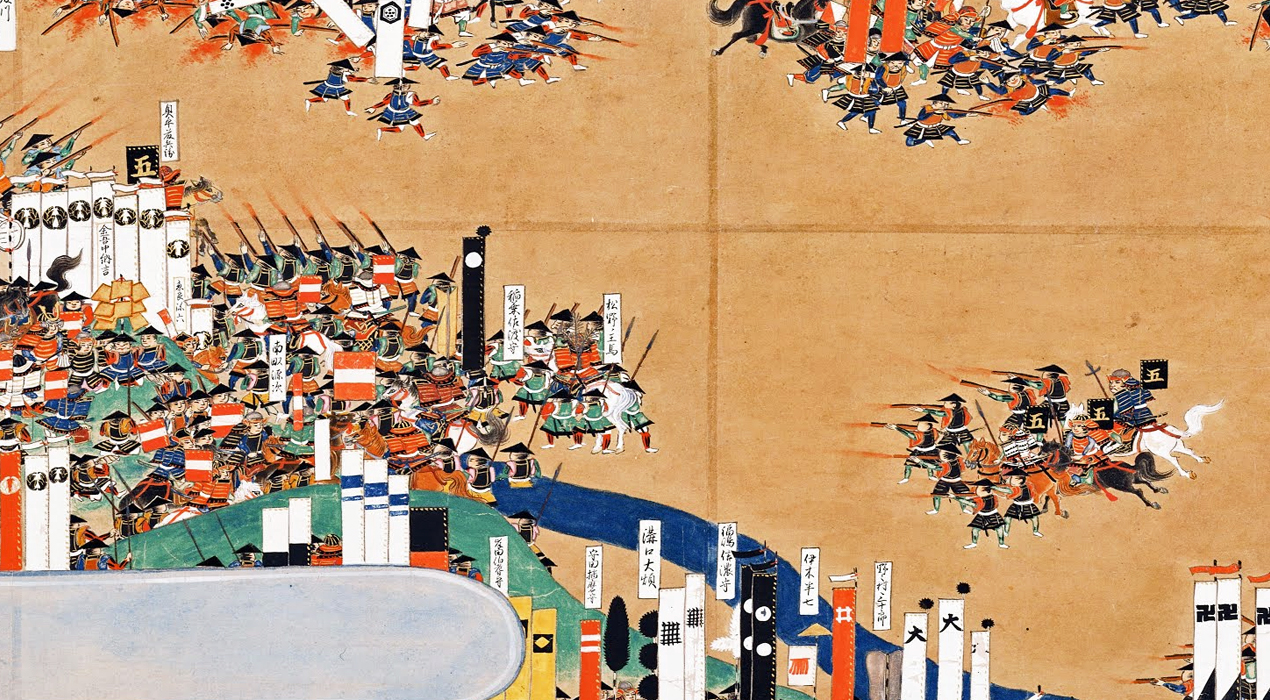
Battaglia di Sekigahara

Durante la battaglia di Sekigahara combatté dalla parte della coalizione orientale di Tokugawa Ieyasu contro il padre Masayuki e suo fratello Yukimura che stavano invece dalla parte di Ishida Mitsunari. Dopo che la coalizione occidentale fu sconfitta, Nobuyuki salvò il padre e il fratello come ricompensa per aver combattuto per i Tokugawa. Dopo la battaglia i territori Sanada furono ridistribuiti e sia il padre che il fratello furono esiliati sul Monte Kōya a Kudoyama nella provincia di Kii. Il castello di Ueda fu dato a Nobuyuki non prima che le sue difese fossero completamente distrutte dai Tokugawa.
Noboyuki mantenne i contatti con Masayuki e Yukimura e quando suo padre morì, nel 1611, chiese a Honda Masanobu il lutto pubblico. Honda rispose che, visto lo stato di esiliato del padre, avrebbe dovuto chiedere il permesso al Bakufu.

### Assedio di Osaka
Nel 1614 le relazioni tra Tokugawa e Toyotomi tornarono ad essere tese. Ieyasu ordinò ai 10.000 uomini del castello di Osaka di arrendersi. Yukimura fuggì dall'esilio e si unì ai Toyotomi per combattere nuovamente i Tokugawa durante l'assedio di Osaka. Questa volta Nobuyuki non riuscì a salvare il fratello che fu ucciso in battaglia.

### Dopo la battaglia
I Tokugawa avevano grande considerazione e rispetto per Nobuyuki. Nel 1622 diventò il primo signore del clan Matsushiro e visse fino a 92 anni.